# Enfants de la Lune
Enfants de la Lune is het tweede album van de rapgroep Psy 4 de la Rime. Het album kwam in oktober 2005 uit in Frankrijk. Het album werd in Frankrijk goud.

## Lijst van de nummers
1. Voilà
2. Le Monde Est...
3. Ici
4. Effet De Style, Effet De Mode
5. Civil
6. Comme Une Bouteille A La Mer
7. El Barrio
8. Justicier
9. Ayie Mama
10. Au Front
11. La Vie M’a Appris
12. Psy4
13. Zone De Quarantaine
14. A l’instinct
15. Enfants De La Lune feat. Anna Torroja
16. Dans Les Bras De Gabriel

## Videoclips
1. Le Monde Est...
2. Enfants De La Lune feat. Anna Torroja
3. Effet De Style, Effet De Mode ~ Ayie Mama
4. Au Front